# Paradiopa
Paradiopa is een geslacht van vlinders van de familie Uilen (Noctuidae), uit de onderfamilie Hadeninae.

## Soorten
- P. albidisca Holloway, 1976
- P. nyei Kobes, 1983
- P. parthenia Prout, 1928
- P. postfusca Hampson, 1893